# 무기고

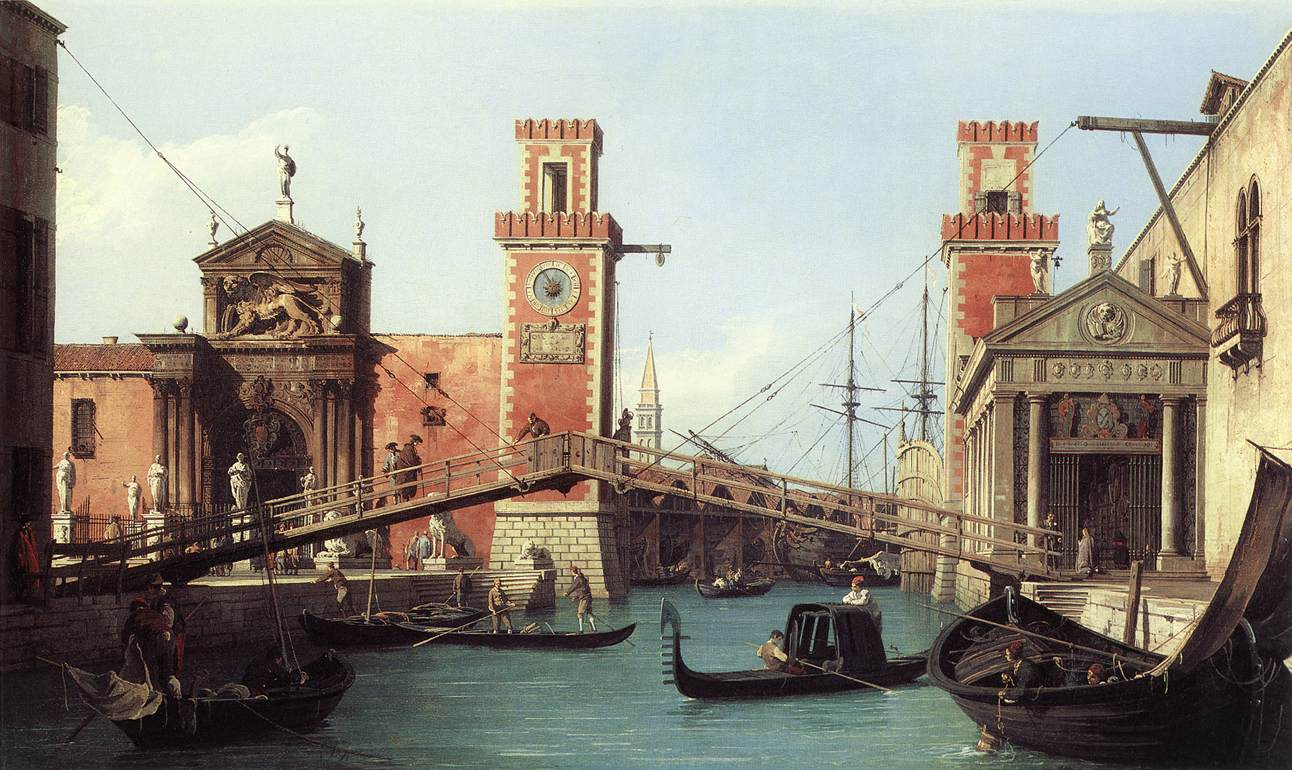
베네치아 무기고 입구를 묘사한 그림 (카날레토 작, 1732년)

무기고(武器庫, 영어: ordnance depot 또는 arsenal) 또는 병기고(兵器庫)는 무기와 탄약을 비롯한 군수품을 저장, 보관 및 보급을 주로 담당하는 창고 시설을 가리킨다. 무기고의 입지 조건으로는 가능한 한 다른 나라로부터의 공격을 피할 수 있는 안전한 곳, 군수품을 수송하기에 편리한 곳이 적합하다.
한편 무기, 탄약 등 군수품의 설계, 제조, 유지 관리, 수리, 저장, 보관, 보급 등을 담당하는 공장 시설은 병기창(兵器廠) 또는 조병창(造兵廠)으로 호칭된다.

## 같이 보기
- 병기창